# 陳佳惠
陳佳惠，2012年8月13日開始以陳珈婕為藝名。

## 生平
出生於國寶世家。 祖父為戰後著名交趾陶、剪黏司與陶匠，在剪黏界有「五虎將」美名的陳專友大師。伯公為修復著名古蹟林家花園世家，曾獲薪傳獎的陳專琳大師。 父親為交趾陶國寶大師陳義雄。
1994年陳佳惠從美國名校南加大畢業學成歸國， 進入新聞業從事記者與新聞主播工作長達10年以上時間。期間曾待過東森力霸友聯、 超級電視台、傳訊中天、年代電視台。 並主持製作過享譽全球華人界的中天全球現場 、 華爾街財經新聞 。  主要專精國際新聞世界報導。 
2006年，陳佳惠離開新聞界並轉型為藝人，初期以活動主持人和主持置入性行銷電視節目與電視購物頻道節目通告。
2018年12月24日，復出主播台播報《澳亞快報》及《澳亞新聞》至2019年3月為止。

## 學歷
- 美國南加州大學USC畢業，新聞工作資歷10年以上。

著作：主播的美麗秘密

## 經歷
- 中天新聞台主播
- 年代新聞台主播
- 三立新聞台主播
- 東森新聞台主播
- 超級電視台主播
- 澳亞衛視主播

## 爭議事件
2009年11月23日，陳佳惠在友人協助下，先找到潘懷宗議員和診所協調，失敗後，在侯冠群議員引薦下， 由台北市議員]]李慶元陪同召開記者會，稱其為工作前往在台北市「勁美醫美診所」進行飛梭雷射手術後，臉部嚴重紅腫、燒燙傷，且無所方所稱「七天後會恢復」的情形；所方態度惡劣並拒絕修復。陳佳惠在經紀公司不敢出面之下，只好自行前往其他醫院就醫，並花費巨資甚至賣掉位於陽明山的家，獨自歷經難熬的冗長修復期，飽受外界與未經查證的媒體誤解與羞辱，最後依然選擇重新站出來。

## 外部連結
- 陳珈婕 （前主播陳佳惠）Michelle 's "Dreams come True Fans World"的Facebook專頁
- 厤溱時期：facebook-厤溱Michelle Chen粉絲專頁的Facebook專頁